# Морган Хил (Калифорнија)
Морган Хил (енгл. Morgan Hill) град је у америчкој савезној држави Калифорнија. По попису становништва из 2010. у њему је живело 37.882 становника.

## Демографија
Према попису становништва из 2010. у граду је живело 37.882 становника, што је 4.326 (12,9%) становника више него 2000. године.
| Група             | 2000.          | 2010.          |
| Белци             | 20.583 (61,3%) | 19.073 (50,3%) |
| Афроамериканци    | 573 (1,7%)     | 746 (2,0%)     |
| Азијати           | 2.020 (6,0%)   | 3.852 (10,2%)  |
| Хиспаноамериканци | 9.229 (27,5%)  | 12.863 (34,0%) |
| Укупно            | 33.556         | 37.882         |

## Партнерски градови
- Headford
- Mizuho
- Сан Кашано ин Вал ди Пеза
- Seferihisar
- San Martín de Hidalgo